# 금곡장
금곡장(金曲獎, 영어: Golden Melody Awards, GMA)은 1990년에 시작된 대만의 음악 시상식이다. 중화민국 행정원 신문국에 의해 창설되었으며 대만의 그래미상이라고 부르기도 한다. 현재는 중화민국 문화부에서 상을 주관하고 있다. 2022년도 행사에서 구준엽씨가 카메오로 출연하여 화제가 되었다.